# Vagui
Vagui är en ort i Mexiko.   Den ligger i kommunen Doctor Mora och delstaten Guanajuato, i den centrala delen av landet, 230 km nordväst om huvudstaden Mexico City. Vagui ligger 2 092 meter över havet och antalet invånare är 552.
Terrängen runt Vagui är kuperad åt nordost, men åt sydväst är den platt. Runt Vagui är det ganska glesbefolkat, med 24 invånare per kvadratkilometer. Närmaste större samhälle är San José Iturbide, 18,4 km söder om Vagui. Trakten runt Vagui består i huvudsak av gräsmarker.